# Lixus pulverulentus
Charançon de la mauve
Espèce
 Lixus pulverulentus, le Charançon de la mauve, est une espèce d'insectes coléoptères de la famille des Curculionidae classée dans la tribu des Lixini. Ce coléoptère se rencontre en Europe jusqu'au bassin méditerranéen et à la péninsule Ibérique. Il n'existe plus en Grande-Bretagne.

## Description
Cette espèce est grande, mesurant plus d'un centimètre de longueur, et caractérisée par sa couleur jaune, comme d'autres du même genre, mais tachetée de brun ou jaune plus sombre. Ses élytres sont fins, au dessin réticulé, ses poils duveteux sensoriels bien visibles. Les femelles possèdent un rostre noir brillant, les mâles en revanche possèdent un rostre de la même couleur que le corps.

## Biologie
Lixus pulverulentus vit sur les mauves. Lorsqu'un prédateur le menace, ce charançon replie ses pattes et se laisse tomber au sol où on le retrouve difficilement.

## Liste des variétés
Selon BioLib (8 janvier 2021) :
- variété Lixus pulverulentus var. ferrugatus (Fabricius, 1792)
- variété Lixus pulverulentus var. varicolor Boheman, 1835

## Systématique
Le nom valide complet (avec auteur) de ce taxon est Lixus pulverulentus (Scopoli, 1763).
L'espèce a été initialement classée dans le genre Curculio sous le protonyme Curculio pulverulentus J.A.Scopoli, 1763.
Lixus pulverulentus a pour synonymes :
- Curculio angustatus J.C.Fabricius, 1775
- Curculio ferrugatus J.C.Fabricius, 1792
- Curculio pulvereus A.G.Olivier, 1791
- Curculio pulverulentus J.A.Scopoli, 1763
- Lixus algirus J.C.Fabricius, 1802
- Lixus amphora J.C.Fabricius, 1802
- Lixus angustatus (J.C.Fabricius, 1775)
- Lixus bimaculatus Lucas, 1846